# Comuna Viziru, Brăila
Viziru este o comună în județul Brăila, Muntenia, România, formată din satele Lanurile și Viziru (reședința). Comuna este traversată de șoseaua națională DN21, care leagă Brăila de Slobozia. Între anii 1417-1829 a făcut parte din Raiaua Brăila (Kaza Ibrail) a Imperiului Otoman.
În 2013 aici a fost deschis un spital pentru cei fără adăpost.

## Istorie
La sfârșitul secolului al XIX-lea, comuna Viziru făcea parte din plasa Balta a județului Brăila și era formată din satele Viziru, Grozești, Giurgeni, Bajani, Tâmpu, Târlele, Țăcău și Cojocari, cu o populație de 4284 locuitori. Pe teritoriul ei funcționau o moară cu aburi, o școală deschisă în 1837 ca școală de băieți și devenită mixtă în 1862, și trei biserici ortodoxe — una construită între 1850–1862 de locuitori și doamna lui Ipsilanti, alta înființată în 1874 de locuitori și o alta înființată în 1869 de proprietarul Petru Conte de Roma.
În 1925, comuna Viziru era reședința plășii Viziru și avea în compunere satele Golășeii Noi și Viziru, precum și cătunele Bou, Frecăței și Țăcău, având în total 5602 locuitori. În 1931, satul Golășei s-a separat și a format o comună de sine stătătoare.
În 1950, cele două comune au fost incluse în raionul Însurăței și apoi (după 1960) în raionul Brăila din regiunea Galați, în 1964 comuna și satul Golășei luând numele de Lanurile. În 1968, comunele au redevenit parte a județului Brăila, iar comuna Lanurile a fost din nou desființată și inclusă în comuna Viziru.

## Geografie

### Așezare
Comuna este așezată pe paralela 45° latitudine nordică și 27°43’ longitudine estică la 37 km sud de municipiul Brăila și 15 km vest de Dunăre. Se învecinează la nord cu satul Lanurile, la sud cu orașul Însurăței, la est cu comunele Gropeni și Tufești, iar la vest cu comuna Bordei Verde. Prin Viziru trece drumul național DN21 Brăila–Slobozia. La Viziru, acest drum se intersectează cu șoseaua județeană DJ211A, care duce spre nord-vest către Bordei Verde și spre sud către Stăncuța.
Altitudinea este între 20–24 m. Relieful este relativ uniform, reprezentat prin câmpuri netede, întinse, având zone cu predominare culturi cerealiere.

## Demografie
Componența etnică a comunei Viziru
     Români (70,12%)
     Romi (18,74%)
     Alte etnii (0,04%)
     Necunoscută (11,11%)
Componența confesională a comunei Viziru
     Ortodocși (83,77%)
     Penticostali (4,11%)
     Alte religii (0,87%)
     Necunoscută (11,25%)
Conform recensământului efectuat în 2021, populația comunei Viziru se ridică la 5.528 de locuitori, în scădere față de recensământul anterior din 2011, când fuseseră înregistrați 5.906 locuitori. Majoritatea locuitorilor sunt români (70,12%), cu o minoritate de romi (18,74%), iar pentru 11,11% nu se cunoaște apartenența etnică. Din punct de vedere confesional, majoritatea locuitorilor sunt ortodocși (83,77%), cu o minoritate de penticostali (4,11%), iar pentru 11,25% nu se cunoaște apartenența confesională.

## Politică și administrație
Comuna Viziru este administrată de un primar și un consiliu local compus din 15 consilieri. Primarul, Ana-Cornelia Măcrineanu[*], de la Partidul Național Liberal, este în funcție din 2021. Începând cu alegerile locale din 2024, consiliul local are următoarea componență pe partide politice:
|  | Partid                          | Consilieri | Componența Consiliului | Componența Consiliului | Componența Consiliului | Componența Consiliului | Componența Consiliului | Componența Consiliului | Componența Consiliului |
|  | ------------------------------- | ---------- | ---------------------- | ---------------------- | ---------------------- | ---------------------- | ---------------------- | ---------------------- | ---------------------- |
|  | Partidul Național Liberal       | 7          |                        |                        |                        |                        |                        |                        |                        |
|  | Partidul Social Democrat        | 5          |                        |                        |                        |                        |                        |                        |                        |
|  | Alianța pentru Unirea Românilor | 3          |                        |                        |                        |                        |                        |                        |                        |

### Climă
Localitatea se caracterizează printr-un climat temperat continental. Verile sunt călduroase și uscate datorită maselor de aer continentale sub influența valorilor mari ale radiației solare, precipitațiile fiind reduse, cu caracter torențial și inegal repartizate; iernile sunt reci, fără un strat de zăpadă stabil și continuu, și influențate de anticiclonul siberian.

## Monumente istorice
Singurul obiectiv din comuna Viziru inclus în lista monumentelor istorice din județul Brăila ca monument de interes local este obeliscul aflat la 1 km de satul Viziru către Brăila, ridicat în 1940 în memoria victimelor Primului Război Mondial. El este clasificat ca monument memorial sau funerar.

## Personalități născute aici
- Victor Papacostea (1900 - 1962), istoric;
- Ion Copae (n. 1945), profesor universitar;
- Costică Dafinoiu (1954 - 2022), pugilist;
- Gheorghe Dogărescu (1960 - 2020, handbalist;
- Dănuț Liga (n. 1967), politician;
- Valentin Popârlan (n. 1987), rugbist